# Khwaja Ahmad Abbas

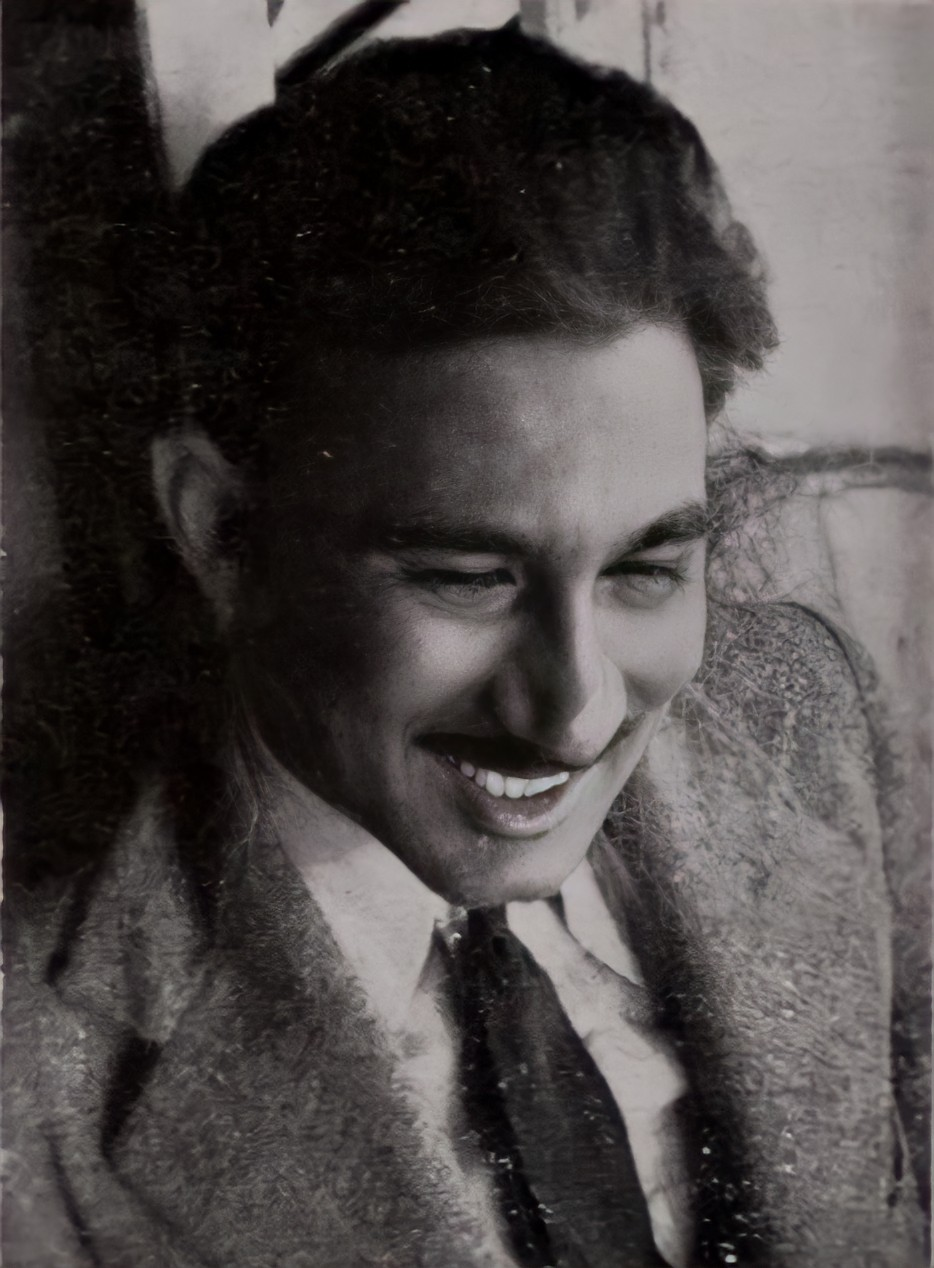
Foto, 1939

Khwaja Ahmad Abbas (en urdu:خواجہ احمد عباس /en hindi:  ख़्वाजा अहमद; Panipat, 7 de junio de 1914 – Bombay, 1 de junio de 1987) fue un cineasta (director/guionista/actor ocasional) y escritor indio .

## Biografía
Abbas provenía de una familia musulmana de la región de Punyab, que ahora es parte del estado de Haryana.
Se graduó de la Universidad Musulmana de Aligarh en 1933. 
Trabajó primero en Delhi como periodista para el periódico Aligarh Opinion y de 1935 a 1947 como crítico de cine para el Bombay Chronicle. Su columna política “La última página” apareció entre 1941 y 1986.
Abbas se estenó como director en 1946 con “Niños de la tierra”, film sobre la hambruna en Bengala de 1943. Su película “Viaje por tres mares” sobre Atanasio Nikítin fue nominada a la Palma de Oro en 1957.
En 1966, fue miembro del jurado de la Berlinale.
Su nieta Neelima Azeem y su bisnieto Shahid Kapoor son actores